# Organotrofni organizmi
Organotrof je organizam koji dobija vodonik ili elektrone iz organskih supstrata. Ovaj termin se koristi u mikrobiologiji pri klasifikovanju organizama na bazi načina na koji oni dobijaju elektrone u svojim respiracionim procesima. Neki organotrofi, kao što su životinje i mnoge bakterije, su isto tako heterotrofi. Organotrofi mogu da budu bilo anaerobni ili aerobni.

## Istorija
Termin su predložili 1946. godine Lvof i njegovi saradnici.

## Literatura
- Michael Allaby. "organotroph." A Dictionary of Zoology. 1999, Retrieved 2012-03-30 from Encyclopedia.com: http://www.encyclopedia.com/doc/1O8-organotroph.html
- The Prokaryotes - A Handbook on the Biology of Bacteria 3rd Ed., Vol 1, CHAPTER 1.4, Prokaryote Characterization and Identification 7, Retrieved from https://web.archive.org/web/20090131225101/http://www.scribd.com/doc/9724380/1The-Prokaryotes-A-Handbook-on-the-Biology-of-Bacteria-3rd-Ed-Vol-1
- Respiration in aquatic ecosystems Paul A. Del Giorgio, Peter J. leB. Williams, Science, 2005, Retrieved 2012-04-24 from https://books.google.com/books?id=pD5RUDW1m7IC&lpg=PP1&pg=PP1#v=onepage&q&f=false
- Holmes, Andrew J.; Tujula, Niina A.; Holley, Marita; Contos, Annalisa; James, Julia M.; Rogers, Peter; Gillings, Michael R. (april 2001). „Phylogenetic structure of unusual aquatic microbial formations in Nullarbor caves, Australia”. Environmental Microbiology. 3 (4): 256—264. doi:10.1046/j.1462-2920.2001.00187.x.
- Jones, J. Gwynfryn; Davison, William; Gardener, Steven (1984). „Iron reduction by bacteria: range of organisms involved and metals reduced”. FEMS Microbiology Letters. 21: 133—136. doi:10.1111/j.1574-6968.1984.tb00198.x.